# بچه‌محل
بچه‌محل یک مجموعه تلویزیونی ایرانی به سبک کمدی-درام خیال‌پردازی موزیکال است که توسط مسلم آقاجان‌زاده برای شبکه دو ساخته شده‌است و داریوش فرضیایی در نقش عموپورنگ، نقش اول آن را ایفا می‌کند. این مجموعه دنباله مجموعه محله گل و بلبل است که مانند همین برنامه در شبکه دو پخش شد. تولید این برنامه در ۳۰ آبان ۱۳۹۹ به پایان رسید. فیلم‌برداری این مجموعه در سوله‌ای در تهران و در حوالی دهکده المپیک انجام می‌گرفت. پخش نخستین فصل این مجموعه در اردیبهشت ۱۳۹۹ آغاز شد و در خرداد ۱۳۹۹ به پایان رسید. فصل دوم نیز از خرداد ۱۳۹۹ تا مرداد ۱۳۹۹ پخش شد. پخش سومین و آخرین فصل نیز از ۲۷ مهر آغاز شد و در ۳۰ آذر ۱۳۹۹ به پایان رسید.
عمو پورنگ، مجری کودک است که با خانواده‌اش در محله گل و بلبل زندگی می‌کند. داداش جان، برادر شاگرد نانوای محله، به تازگی به محله مهاجرت کرده و دستگاهی اختراع کرده که مشکلاتی برای اهالی محله به‌وجود می‌آورد. پورنگ با داداش جان مشورت می‌کند و تصمیم می‌گیرند از این دستگاه برای ورزش صبحگاهی استفاده کنند.
زمانی که فصل سوم مجموعه محله گل و بلبل به پایان رسید، اعلام شد فصل دیگری از این مجموعه تولید نخواهد شد. اما گروه بازیگرانش در شبکه خواهد ماند. زمانی که دنیاگیری کروناویروس آغاز شد، این گروه دوباره مشغول به کار شد و تولید برنامه‌ای آموزشی برای گروه سنی کودک و نوجوان در زمان دنیاگیری آغاز کرد. به گفته روزنامه جوان بچه‌محل یکی از برنامه‌های پربیننده در فصل بهار ۱۳۹۹ بوده‌است. بعضی از انتقادات در خصوص شخصیت‌پردازی یکی از نقش‌های این سریال مطرح شده‌است.

## عناصر داستان

### پیرنگ
سه ماه از سپری شدن دنیاگیری کروناویروس می‌گذرد و اهالی محله گل و بلبل دوباره به زندگی عادی‌شان برگشته‌اند. اما هنوز رفتارهای مراقبتی در آنها مشخص است.
داداش جان برادر نون خالی خور و نون خیلی خور، مرد اسباب‌بازی ساز و اسباب‌بازی فروشی است که به تازگی به محله نقل مکان کرده و همچنین از حامیان سرسخت محیط زیست است. او به همراه عمو پورنگ تلاش می‌کند که همه اهالی محله را تبدیل به محافظان محیط زیست کند. آنها در تلاشند تا پویش همیاران محیط زیست را به کمک بچه‌ها راه اندازی کنند.
او همچنین دستگاهی اختراع کرده که از راه دور کار می‌کند و تأثیرات منفی بر اهالی گذاشته؛ بنابراین اهالی تصمیم می‌گیرند از دستگاه برای ورزش صبحگاهی استفاده کنند.
بچه‌محل در قالب یک مجموعه تلویزیونی، ماجراهایی را با بررسی سلیقه‌ها و برخلاف آسیب‌ها برای کودکان نمایش می‌دهد.

### شخصیت‌ها
عمو پورنگ، مجری برنامه کودک و قهرمان مجموعه است. او به همراه، پدرش ایاز که رئیس شورای محله نیز است، مادرش نیاز که خانه‌داری می‌کند و پدربزرگش گیل خان که مغازه دار است در محله‌ای به نام گل و بلبل زندگی می‌کند. بعداً خواهر پورنگ، پوپک که دارای ۵ لیسانس است و دایی پورنگ، منوچهر که پرنده فروش و اینفلوئنسر است به آنها می‌پیوندند. همچنین منوچهر ۶ ماه پس از اثاث‌کشی ازدواج می‌کند و همسرش ساناز نیز به محله مهاجرت می‌کند.
آقای خوشحال و نون خالی خور نانواهای محله هستند. نون خالی خور به همراه برادرش، داداش جان زندگی می‌کند. داداش جان اسباب‌بازی سازی است که فرزندی عروسکی به نام سربالا ساخته‌است و همراه با آنها زندگی می‌کند. بعداً داداش جان برادری به‌نام بالابالا برای سربالا می‌سازد و او نیز همراه آنها زندگی می‌کند.
گلدون خان و بلبل خان نگهبانان و آشپزان رستوران محله هستند. خواهرشان گلنار و شوهرش راحتِ باش مدیریت رستوران محله را برعهده دارند. بعداً پدرشان نگهدار نیز به محله آمد و مدیریت رستوران را از آن خود کرد. همچنین برادرشان چهچهِ نیز به نمایندگی از پدرشان برای نظارت کارها به آنها پیوست.

## تولید

### ایده و توسعه
پس از اینکه سومین و آخرین فصل محله گل و بلبل به پایان رسید، این برنامه کنسل شد و گفته شد فصل چهارمی درکار نخواهد بود ولی گروه بازیگرانش هنوز در شبکه باقی خواهد ماند. پس از اینکه دنیاگیری کروناویروس شروع شد، این گروه تصمیم گرفت برای وقتی که کودکان در قرنطینه هستند برنامه‌ای شاد و مفرح برایشان تهیه کنند. به این ترتیب ایده تولید این برنامه شکل گرفت. تولید این برنامه در ۳۰ آبان ۱۳۹۹ به پایان رسید. این مجموعه در ۳ فصل و در ۱۲۰ قسمت ساخته شد.

### عوامل تولید
تهیه‌کننده و کارگردان مجموعه به ترتیب مسلم آقاجان‌زاده و احمد درویش‌علی‌پور هستند. آنها قبلاً با فرضیایی، متقیان، سهیلی و شفیعی همکاری‌های زیادی انجام داده‌اند.
فیلم‌برداری مجموعه بچه‌محل در پشت سوله‌ای حوالی پل آزادگان و محله دهکده المپیک انجام می‌گیرد. فیلم‌برداری محله گل و بلبل نیز قبلاً در این مکان صورت می‌گرفت. فیلم‌بردار این مجموعه نیز مانند محله گل و بلبل، محمود صالحی است.
آهنگساز این مجموعه مهرداد نصرتی است که آهنگساز محله گل و بلبل نیز بود.

### بازیگران

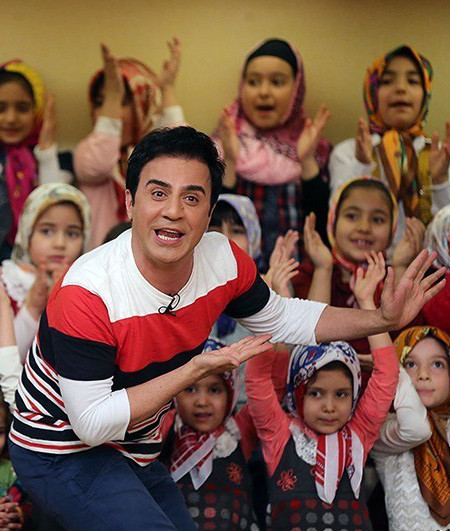
داریوش فرضیایی در این مجموعه نقش عمو پورنگ را بازی می‌کند.

به دلیل اینکه مجموعه بچه‌محل دنباله‌ای بر مجموعه تلویزیونی محله گل و بلبل است، بیشتر بازیگران محله گل و بلبل در این مجموعه حضور دارند.
قرار بود در این مجموعه بازیگران سرشناسی به عنوان بازیگر مهمان در این مجموعه حضور پیدا کنند؛ که از آنها می‌توان به حمید لولایی و شهین تسلیمی اشاره کرد.

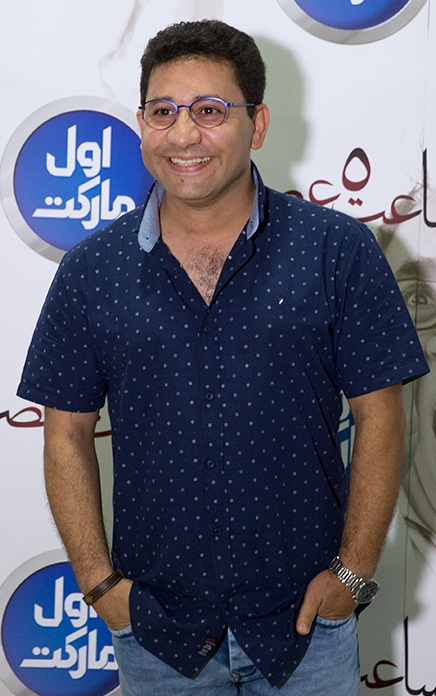
سروش جمشیدی نقش داداش جان را در این مجموعه بازی می‌کند.

در فصل دوم یک روحانی به نام محمد محمدی به جمع بازیگران این پیوست. این روحانی قبلاً در برنامه کتابخانه پورنگ حضور پیدا کرده‌بود.
آقاجان‌زاده اعلام کرده بود که درحال ساخت یک شخصیت عروسکی برای اضافه کردن به مجموعه هستند و اگر به‌نظرشان کاملاً ساخته و پرداخته شود، این شخصیت به مجموعه اضافه خواهد شد و همین‌گونه هم شد. نام این شخصیت بالابالا است.
| شخصیت                 | نقش‌آفرینی توسط   | فصل‌ها           | فصل‌ها           | فصل‌ها           |
| شخصیت                 | نقش‌آفرینی توسط   | ۱               | ۲               | ۳               |
| شخصیت‌های اصلی         | شخصیت‌های اصلی    | شخصیت‌های اصلی   | شخصیت‌های اصلی   | شخصیت‌های اصلی   |
| --------------------- | ---------------- | --------------- | --------------- | --------------- |
| عمو پورنگ             | داریوش فرضیایی   | اصلی            | اصلی            | اصلی            |
| مامان نیاز            | نعیمه نظام‌دوست   | اصلی            | اصلی            | اصلی            |
| پوپک                  | کمند امیرسلیمانی | اصلی            | اصلی            | اصلی            |
| آقای خوشحال           | نادر سلیمانی     | اصلی            | اصلی            | اصلی            |
| راحتِ باش              | رامین ناصرنصیر   | اصلی            | اصلی            | اصلی            |
| نون خالی خور          | آرش میر احمدی    | اصلی            | اصلی            | اصلی            |
| گیل خان               | فرهاد بشارتی     | اصلی            | اصلی            | اصلی            |
| بلبل خان              | امیر سهیلی       | اصلی            | اصلی            | اصلی            |
| بابا ایاز             | ابراهیم شفیعی    | اصلی            | اصلی            | اصلی            |
| گلنار                 | سوسن پرور        | اصلی            | اصلی            | اصلی            |
| سربالا                | ایمان صفا        | اصلی            | اصلی            | اصلی            |
| گلدون خان             | امیرمحمد متقیان  | اصلی            | اصلی            | اصلی            |
| داداش جان             | سروش جمشیدی      | اصلی            | اصلی            | اصلی            |
| ببر و بیار            | پیمان مرادی      | اصلی            | اصلی            | اصلی            |
| آقا نگهدار            | علیرضا گالش      | Does not appear | اصلی            | اصلی            |
| چهچهِ                  | علیرضا گالش      | Does not appear | Does not appear | اصلی            |
| دایی منوچهر           | حامد آهنگی       | Does not appear | دوره‌ای          | اصلی            |
| سرپایین"بالابالا"     | علیرضا وارسته    | Does not appear | Does not appear | اصلی            |
| ساناز                 | فریبا نادری      | Does not appear | Does not appear | اصلی            |
| شخصیت‌های دوره‌ای       |                  |                 |                 |                 |
| ملودی                 | علی مشکان        | دوره‌ای          | دوره‌ای          | دوره‌ای          |
| دکتر اورژانس          | امیر امیری       | دوره‌ای          | دوره‌ای          | دوره‌ای          |
| حجت‌الاسلام محمد محمدی | خودش             | Does not appear | دوره‌ای          | دوره‌ای          |
| سیامک / پرهام وکیلی   | امیر غفارمنش     | مهمان           | Does not appear | Does not appear |
| خاله مهوش             | آشا محرابی       | دوره‌ای          | Does not appear | Does not appear |
| برآورد پرسود          | امیرحسین صدیق    | مهمان           | Does not appear | Does not appear |
| شکوه خانم             | شهین تسلیمی      | Does not appear | مهمان           | Does not appear |
| آقاباش                | امید روحانی      | Does not appear | مهمان           | Does not appear |
| شهرام رضایت           | محمد بحرانی      | Does not appear | دوره‌ای          | Does not appear |
| استاد خان جان         | حمید لولایی      | Does not appear | دوره‌ای          | Does not appear |
| بهرام نجار            | ایمان صفا        | Does not appear | Does not appear | مهمان           |
| بهروز وکیلی           | خشایار راد       | Does not appear | Does not appear | دوره‌ای          |

  = اصلی (مشخص شده)
  = دوره‌ای (+۴)
  = مهمان (۳–۱)

## پخش
هر سه فصل این مجموعه در سال ۱۳۹۹ و از شبکه دو سیما پخش شده‌است. فصل اول این مجموعه قرار بود نوروز ۹۹ پخش شود، اما فیلم‌برداری آن به دلیل کرونا در موعد مناسب به پایان نرسید و پخش آن در ۷ اردیبهشت ۹۹ شروع شد و در ۱۲ خرداد همان سال به پایان رسید. فصل دوم این مجموعه در ۳۱ خرداد شروع شد و در ۲۸ مرداد به پایان رسید. البته به دلیل متوقف شدن فیلم‌برداری، در بعضی از موعدهای پخش، قسمت‌های قدیمی‌تر بازپخش شد. پخش سومین و آخرین فصل نیز از ۲۷ مهر آغاز شد و در ۳۰ آذر به پایان رسید.

## نقد

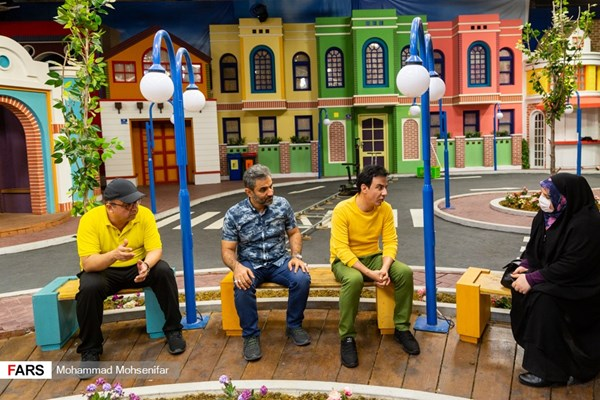
(از راست به چپ) داریوش فرضیایی، مسلم آقاجان‌زاده و محمد درویش‌علی‌پور در مصاحبه‌ای با خبرگزاری فارس

به گفته روزنامه جوان مجموعه بچه‌محل یکی از پربیننده‌ترین و پرمخاطب‌ترین در برنامه‌های گروه سنی کودک و نوجوان و حتی بزرگسالان در بهار ۱۳۹۹ است. اما با این وجود انتقاداتی هم به این مجموعه وارد شده‌است.
خبرگزاری فارس دکورهای شاد، حضور کودکان، توجه به آموزش، کارکرد خانواده و حضور در اجتماع را از محاسن این مجموعه دانست و شخصیت‌هایی با کارکرد نامشخص را از ایراد مجموعه دانست. به عقیده روزنامه جوان سرپرست شخصیت سربالا همجنس‌گرایی را ترویج می‌کند که نیز خودش فردی دوجنسیتی است، که با عقب زدن موهایش نقش زنانه و با رفتار پدرانه اش نقش مردانه ایفا می‌کند، شخصیتی که به خالقش بامان - ترکیب مامان و بابا - می‌گوید. این روزنامه دلیل دست روی دست گذاشتن صدا و سیما برای این نقش را بی‌پولی دانست. درویش‌علی‌پور این کار را یک شوخی توضیح داد که برای جذابیت کار استفاده کرده‌اند.
خبرگزاری فارس همچنین از موسیقی این مجموعه انتقاد کرد و آن را مبتذل دانست.
محمدرضا زائری، از حضور حجت‌الاسلام محمد محمدی در مجموعه واکنش نشان داد و آن را تدبیری هوشمندانه دانست.